# Deion Branch
Anthony Deion Branch, Jr (Albany, 18 luglio 1979) è un ex giocatore di football americano statunitense che ha giocato nel ruolo di wide receiver nella National Football League (NFL).
Branch fu nominato miglior giocatore del Super Bowl XXXIX il 6 febbraio 2005, dopo aver pareggiato l'allora record dell'ex wide receiver dei San Francisco 49ers Jerry Rice e dell'ex tight end dei Cincinnati Bengals Dan Ross per il maggior numero di ricezioni in un Super Bowl (11), per un totale di 133 yard guadagnate. Fu il primo ricevitore a vincere il premio dal 1989.

## Carriera

### New England Patriots
Deion Branch fu scelto dai New England Patriots nel secondo giro del Draft 2002. Svincolato nel 2006, fece ritorno ai Patriots nel 2010.
Il 31 agosto 2012 venne nuovamente svincolato ma tornò con la squadra il 18 settembre 2012, rimanendovi fino a fine stagione.

### Seattle Seahawks
Dal 2006 al 2010 Branch giocò per i Seattle Seahawks.

### Indianapolis Colts
Dopo non aver fatto parte di alcuna squadra nella stagione regolare 2013, Branch il 6 gennaio 2014 firmò con gli Indianapolis Colts, con cui si era allenato nell'ultimo mese, alla vigilia della gara del secondo turno di playoff contro la sua ex squadra, i Patriots. Dopo breve tempo fu svincolato ritirandosi dall'attività agonistica.

## Vittorie e premi

### Franchigia
- Super Bowl : 2

New England Patriots: XXXVIII e XXXIX
- American Football Conference Championship: 3

New England Patriots: 2003, 2004, 2011

### Individuale
- MVP del Super Bowl: 1

2004

## Statistiche

### Stagione regolare
| Stagione | Squadra              | P  | PT | Ric | Yard  | Media | Max | TD |
| -------- | -------------------- | -- | -- | --- | ----- | ----- | --- | -- |
| 2002     | New England Patriots | 13 | 7  | 43  | 489   | 11.4  | 49  | 2  |
| 2003     | New England Patriots | 15 | 11 | 57  | 803   | 14.1  | 66  | 3  |
| 2004     | New England Patriots | 9  | 9  | 35  | 454   | 13.0  | 26  | 4  |
| 2005     | New England Patriots | 16 | 15 | 78  | 998   | 12.8  | 51  | 5  |
| 2006     | Seattle Seahawks     | 14 | 13 | 53  | 725   | 13.7  | 38  | 4  |
| 2007     | Seattle Seahawks     | 11 | 11 | 49  | 661   | 13.5  | 65  | 4  |
| 2008     | Seattle Seahawks     | 8  | 8  | 30  | 412   | 13.7  | 63  | 4  |
| 2009     | Seattle Seahawks     | 14 | 5  | 45  | 437   | 9.7   | 35  | 2  |
| 2010     | Seattle Seahawks     | 4  | 3  | 13  | 112   | 8.6   | 41  | 1  |
| 2010     | New England Patriots | 11 | 9  | 48  | 706   | 14.7  | 79  | 5  |
| 2011     | New England Patriots | 15 | 15 | 51  | 702   | 13.8  | 63  | 5  |
| Totale   |                      |    |    | 502 | 6.499 | 12,9  | 79  | 39 |

fonte delle statistiche: NFL.com